# Élections législatives de 1898 dans la Mayenne
Les élections législatives françaises de 1898 se déroulent les 8 et 22 mai 1898. Dans le département de la Mayenne, cinq députés sont à élire dans le cadre de cinq circonscriptions.

## Élus
| Identité                  | Parti | Parti                      |
| ------------------------- | ----- | -------------------------- |
| Pierre Heuzey             |       | Républicains progressistes |
| Louis-Alphonse de Broglie |       | Union des Droites          |
| Lucien Chaulin-Servinière |       | Républicains progressistes |
| Amédée Renault-Morlière   |       | Républicains progressistes |
| Christian d'Elva          |       | Républicain modéré         |

## Résultats

### Analyse

#### Laval-1
Dans la 1re circonscription de Laval, Christian d'Elva, après son Ralliement à la République est réélu. Face à ce premier pas qui brouille D'Elva avec les légitimistes, les républicains modérés et une partie des radicaux jugent politique de ne pas présenter de candidat. L'avocat Alfred Dominique renonce de réparer son échec aux Élections législatives de 1893 ; tous les journaux républicains de Laval s'abstiennent de combattre d'Elva , bien mieux L'Avenir National dirigé par Louis Bretonnière et Gustave Kavanagh fait voter pour lui. Malgré les discours de Louis Barthou, le préfet semble se réjouir du ralliement du député sortant dont il souligne la popularité, et ne cache pas son mécontentement devant la candidature radicale de l'instituteur Joseph Baudriller qui surgit au dernier moment.
Le préfet indique que c'est donc 2000 voix de plus que lui ont apporté les Républicains de la partie rurale de la circonscription par comparaison aux élections législatives de 1893. Dans la ville de Laval, une sourde opposition s'est faite contre le député rallié. L'ensemble des voix pour le candidat Baudriller est presque entièrement fournis par les bureaux de vote de Laval. Le nombre de bulletins blancs s'est élevé à 1000 environ, et le nombre d'abstentions à 5000, formés en majeure partie de républicains qui, découragés de n'avoir pas le candidat qu'ils auraient souhaité, n'ont pas déposé de bulletin dans l'urne. Les républicains n'ont donc pas perdu de terrain, bien au contraire...

#### Laval-2
C'est la seule circonscription où il y a eu véritablement lutte. Les républicains envisagent très tôt d'engager la bataille contre le député sortant. Mais les anciens candidats défaits lors des élections législatives précédentes ne peuvent ou ne veulent pas prendre leur revanche (Anatole Édouard Robert et Charles Lecomte). Anatole Édouard Robert  est désigné par Comité républicain pour être candidat, mais en mauvaise santé, il ne peut se présenter, et s'engage à faire élire un autre en lui apportant son fort soutien.
Pour éviter la situation de 1893 sans candidat républicain, ils décident de mettre en avant le nom de Louis Heuzey dès octobre 1897. Même s'il n'est pas connu en Mayenne, le préfet estime que le choix du candidat est excellent, et l'administration va se mettre au service du candidat. Pour Michel Denis, cette campagne électorale est l'une de celles où l'habileté et le dévouement du préfet de la Mayenne Seignouret se manifestent avec le plus d'éclats : rien ne se fait sans que la préfecture en soit avisée : chaque commune est surveillée par un agent (le maire s'il est républicain, ou l'instituteur) et les faveurs sont distribuées pendant la campagne selon une savante et rentable comptabilité.
Heuzey bénéficie du soutien des journaux républicains locaux, et même nationaux. Il bénéficie aussi du soutien local des maires et adjoints républicains lors de ces tournées de révision. Le but est de multiplier les moyens destinés à la faire connaître et apprécier : on laisse par exemple entendre que les congés de moisson pour fils de paysans au service militaire ne seront accordés que sur sa recommandation.
Pendant trois mois, Heuzey parcourt la circonscription, suivant le préfet dans les conseils de révision ou accompagné par le secrétaire général, Desmots. Louis Heuzey visite chaque dimanche quelques communes, par exemple en compagnie de Victor Boissel. La personnalité des accompagnateurs et des soutiens du candidat peut exercer une forte influence ; aussi de part et d'autre dénonce-t-on toute intervention qui semble abusive. De part et d'autre, on utilise les mêmes moyens : recherche du soutien des maires et des adjoints ; largesse avec distribution d'argent, vivres ou vêtements, promesse de postes, polémiques en fin de campagnes sur les candidats. Il n'est pas réellement question du programme des candidats ; il importe que le futur député soit influent et prôné par ceux des notables dont on accepte l'autorité.
La polémique sur l'opinion exprimée par Pierre Geay, évêque de Laval, à l'avant-veille du scrutin a pu faire pencher la balance en faveur du candidat Républicain. Ce dernier a empêché son clergé de se lancer dans la mêlée politique. Il a néanmoins laissé dire dans le public que ses préférences allaient à Louis Heuzey.
À la suite d'une démarche faite à l'évêché, les amis de Gamard répliquent également par affiches :
Les républicains trouvent le temps de la riposte en fin de campagne électorale :
Cette dernière polémique montre comment dans cette circonscription catholique, les Républicains misent autant sur la religion que leurs adversaires et cherchent à se servir d'un évêque qui refuse son appui aux Monarchistes. On ne se contente pas de la neutralité de Pierre Geay, mais on attend de lui l'expression de ses sympathies personnelles, et on n'hésite plus à se servir de son nom, comme peut le faire le camp opposé au nom de ses collègues.
L'échec de Gamard provoque une véritable fureur chez les Monarchistes, et leur journal Le Courrier du Maine va s'en prendre ouvertement à l'évêque.
 Cette élection illustre les difficultés rencontrées par l'évêque dans l'application de l'Esprit Nouveau, et révèle l'un des risques que court le clergé lorsqu'il tente de se dégager des quelles électorales. À la suite de l'élection, Gamard poursuit en justice son adversaire et les journaux locaux républicains. Défendu par Emmanuel de Las Cases, il échoue aussi avec sa procédure judiciaire.

#### Mayenne-1 et 2
Dans l'arrondissement de Mayenne, la droite ne trouve personne à opposer aux deux députés sortants. André de Robien, maire de Saint-Germain-d'Anxure, et Julien Bigot ont refusé d'être candidats. Les députés sortants sont réélus.

#### Château-Gontier
Dans l'arrondissement de Château-Gontier, les républicains ne trouvent personne à opposer au député sortants. Les démarches tentées par le sous-préfet ou par le Comité républicain auprès des différents conseillers généraux de gauche sont infructueuses, en particulier avec Étienne Albert Duboys Fresney très aimé de toute la population, ayant des relations dans tous les partis, et qui aurait eu de très belles chances de succès. Le Journal des débats politiques et littéraires indique le 31 janvier 1898, qu'on nous assure que, si Duboys-Fresney, républicain, fils du général Duboys-Fresney, ancien sénateur de la Mayenne, sé décidait, comme on le lui demande, à se présenter, il serait certainement élu.

## Résultats par arrondissement

### Arrondissement de Château-Gontier
| Candidats      | Candidats                   | Étiquette   | Premier tour | Premier tour | Deuxième tour | Deuxième tour |
| Candidats      | Candidats                   | Étiquette   | Voix         | %            | Voix          | %             |
| -------------- | --------------------------- | ----------- | ------------ | ------------ | ------------- | ------------- |
|                | Louis Alphonse de Broglie * | Légitimiste | 11 826       |              |               |               |
|                |                             |             |              |              |               |               |
| Inscrits       |                             |             |              |              |               |               |
| Votants        |                             |             |              |              |               |               |
| Abstention     |                             |             |              |              |               |               |
| Blancs et nuls |                             |             |              |              |               |               |
| Exprimés       |                             |             |              |              |               |               |

*sortant

### Arrondissement de Laval

#### 1recirconscription
| Candidats      | Candidats          | Étiquette                   | Premier tour | Premier tour | Deuxième tour | Deuxième tour |
| Candidats      | Candidats          | Étiquette                   | Voix         | %            | Voix          | %             |
| -------------- | ------------------ | --------------------------- | ------------ | ------------ | ------------- | ------------- |
|                | Christian d'Elva * | Républicain modéré (Rallié) | 10 326       |              |               |               |
|                | Joseph Baudriller  | Radical-socialiste          | 2 553        |              |               |               |
|                |                    |                             |              |              |               |               |
| Inscrits       |                    |                             |              |              |               |               |
| Votants        |                    |                             |              |              |               |               |
| Abstention     |                    |                             |              |              |               |               |
| Blancs et nuls |                    |                             |              |              |               |               |
| Exprimés       |                    |                             |              |              |               |               |

*sortant

#### 2ecirconscription
| Candidats      | Candidats        | Étiquette                        | Premier tour | Premier tour | Deuxième tour | Deuxième tour |
| Candidats      | Candidats        | Étiquette                        | Voix         | %            | Voix          | %             |
| -------------- | ---------------- | -------------------------------- | ------------ | ------------ | ------------- | ------------- |
|                | Louis Heuzey     | Républicains progressistes       | 5 746        |              |               |               |
|                | Georges Gamard * | Orléaniste                       | 5 296        |              |               |               |
|                | Félix Bouvet     | Républicain radical démocratique | 3            |              |               |               |
|                |                  |                                  |              |              |               |               |
| Inscrits       |                  |                                  |              |              |               |               |
| Votants        |                  |                                  |              |              |               |               |
| Abstention     |                  |                                  |              |              |               |               |
| Blancs et nuls |                  |                                  |              |              |               |               |
| Exprimés       |                  |                                  |              |              |               |               |

*sortant

### Arrondissement de Mayenne

#### 1recirconscription
| Candidats      | Candidats                 | Étiquette                  | Premier tour | Premier tour | Deuxième tour | Deuxième tour |
| Candidats      | Candidats                 | Étiquette                  | Voix         | %            | Voix          | %             |
| -------------- | ------------------------- | -------------------------- | ------------ | ------------ | ------------- | ------------- |
|                | Amédée Renault-Morlière * | Républicains progressistes | 10 941       |              |               |               |
|                |                           |                            |              |              |               |               |
| Inscrits       |                           |                            |              |              |               |               |
| Votants        |                           |                            |              |              |               |               |
| Abstention     |                           |                            |              |              |               |               |
| Blancs et nuls |                           |                            |              |              |               |               |
| Exprimés       |                           |                            |              |              |               |               |

*sortant

#### 2ecirconscription
| Candidats      | Candidats                   | Étiquette                  | Premier tour | Premier tour | Deuxième tour | Deuxième tour |
| Candidats      | Candidats                   | Étiquette                  | Voix         | %            | Voix          | %             |
| -------------- | --------------------------- | -------------------------- | ------------ | ------------ | ------------- | ------------- |
|                | Lucien Chaulin-Servinière * | Républicains progressistes | 13 045       |              |               |               |
|                |                             |                            |              |              |               |               |
| Inscrits       |                             |                            |              |              |               |               |
| Votants        |                             |                            |              |              |               |               |
| Abstention     |                             |                            |              |              |               |               |
| Blancs et nuls |                             |                            |              |              |               |               |
| Exprimés       |                             |                            |              |              |               |               |

*sortant

## Élections complémentaires
Après la mort de Lucien Chaulin-Servinière, des élections sont organisées.

### Mayenne-2
Une bataille extrêmement serré en résulte car la gauche hésite sur le choix du successeur possible alors que la droite présente le plus populaire de ses dirigeants : Edmond Lucien Leblanc. Les notabilités républicaines sont dans l'embarras et diverses démarches sont tentées simultanément. Toutes échouent : Paul Bruneau, fils de Vital Bruneau ;; Auguste Salles refuse lui aussi d'être candidat. Par contre, Amédée Fichet (1835-1900), maire et conseiller général de Pré-en-Pail met son nom en avant. Il provoque un article dans un quotidien de Paris L’Événement qu'il fait expédier à tous les maires de l'arrondissement.
 Fichet a contre lui les notables de son parti, la sous-préfecture et la préfecture, qui lui opposent son âge, et le fait qu'il est inconnu dans plusieurs cantons. En complément, L'Écho de la Mayenne  le dit affilié à la ligue des anti-bouilleurs de cru, chose qui lui fera un tort considérable dans toute la circonscription où les cultivateurs sont en grande majorité. Le bureau du Comité républicain de l'arrondissement, présidé par Gustave Denis ratifie par 207 voix la candidature de Déribéré-Desgardes contre 89 données à Fichet. Après beaucoup d'hésitations et avoir pensé à une candidature républicaine dissidente, Fichet retire publiquement sa candidature, au comice agricole de Couptrain. Déribéré-Desgardes reste donc seul porte-drapeau du parti républicain pour cette élection.
| Candidats      | Candidats               | Étiquette                  | Premier tour | Premier tour | Ballotage | Ballotage |  |
| Candidats      | Candidats               | Étiquette                  | Voix         | %            | Voix      | %         |  |
| -------------- | ----------------------- | -------------------------- | ------------ | ------------ | --------- | --------- |  |
|                | Paul Deribéré-Desgardes | Républicains progressistes | 9457         |              |           |           |  |
|                | Edmond Lucien Leblanc   | Indépendant                | 7071         |              |           |           |  |
|                |                         |                            |              |              |           |           |  |
| Inscrits       |                         |                            |              |              |           |           |  |
| Votants        |                         |                            |              |              |           |           |  |
| Exprimés       |                         |                            |              |              |           |           |  |
| Blancs et nuls |                         |                            |              |              |           |           |  |

*sortant
Après la mort de Louis Heuzey, des élections sont organisées le 28 juillet 1901.

### Laval-2
| Candidats      | Candidats                   | Étiquette                  | Premier tour | Premier tour | Ballotage | Ballotage |  |
| Candidats      | Candidats                   | Étiquette                  | Voix         | %            | Voix      | %         |  |
| -------------- | --------------------------- | -------------------------- | ------------ | ------------ | --------- | --------- |  |
|                | Pierre Heuzey               | Républicains progressistes | 5420         |              |           |           |  |
|                | Edmond Gaultier de Vaucenay | Légitimiste                | 4691         |              |           |           |  |
|                |                             |                            |              |              |           |           |  |
| Inscrits       |                             |                            |              |              |           |           |  |
| Votants        |                             |                            |              |              |           |           |  |
| Exprimés       |                             |                            |              |              |           |           |  |
| Blancs et nuls |                             |                            |              |              |           |           |  |

*sortant